# 库洛米耶
库洛米耶（法語：Coulommiers，法語發音：[kulɔmje] ⓘ），法国中北部城市，法兰西岛大区塞纳-马恩省的一个市镇，隶属于莫城区，其市镇面积为10.93平方公里，2022年1月1日时人口数量为15,696人，在法国城市中排名第657位。
库洛米耶位于塞纳-马恩省中北部，大莫兰河畔，是一个区域性的中心城市，多条公路在此交汇，并通过法兰西岛大区铁路P线连接巴黎市区。库洛米耶因同名奶酪而闻名，同时也因其保存较为完好的自然风光而成为“最吸引法兰西岛居民的城市”。

## 地名来源

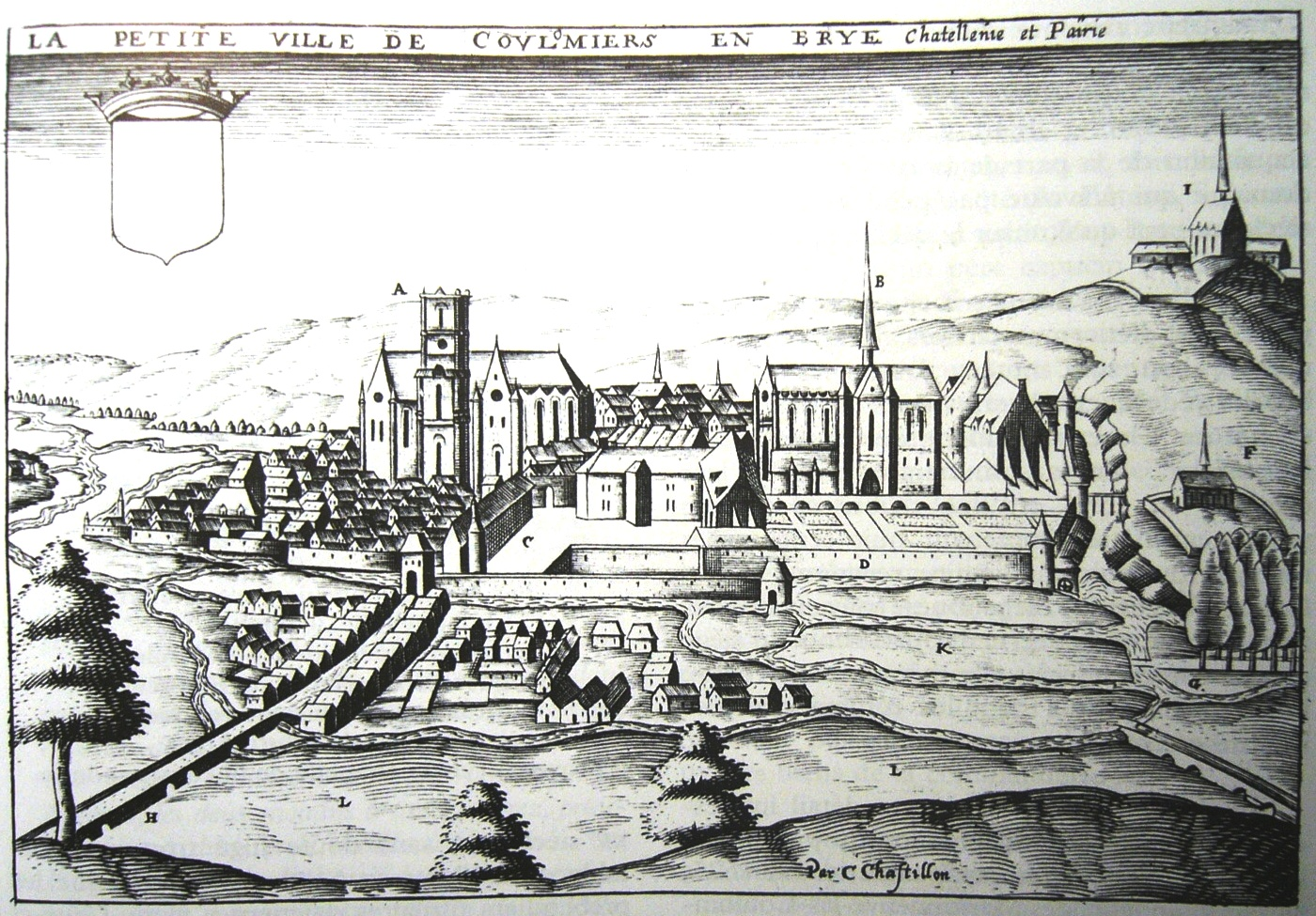
17世纪初的库洛米耶

“库洛米耶”一名来源于拉丁语单词“columba”，意为“白鸽”，其变体形式“Columbarium”意为“鸽舍”。

## 历史
库洛米耶在高卢-罗马时期就已形成聚落。中世纪初，库洛米耶为法兰克王国的皇室领地，约公元十世纪初左右被香槟伯爵继承，蒂博四世率领一支来自特鲁瓦的骑士团驻扎于此，这一区域逐渐形成商业集市，当地奶农手工制作奶酪，成为这一区域的代表性产品。英法百年战争期间，英格兰军队入侵并烧毁了库洛米耶，中世纪末期得以重建，并出现了城堡。法国大革命后，库洛米耶成为塞纳-马恩省的一个市镇，并成为该省的一个副省会，后于1926年并入莫城区。二战后，随着巴黎的城市扩张以及通勤列车的开通，库洛米耶成为巴黎的一个远郊卫星城。

## 地理

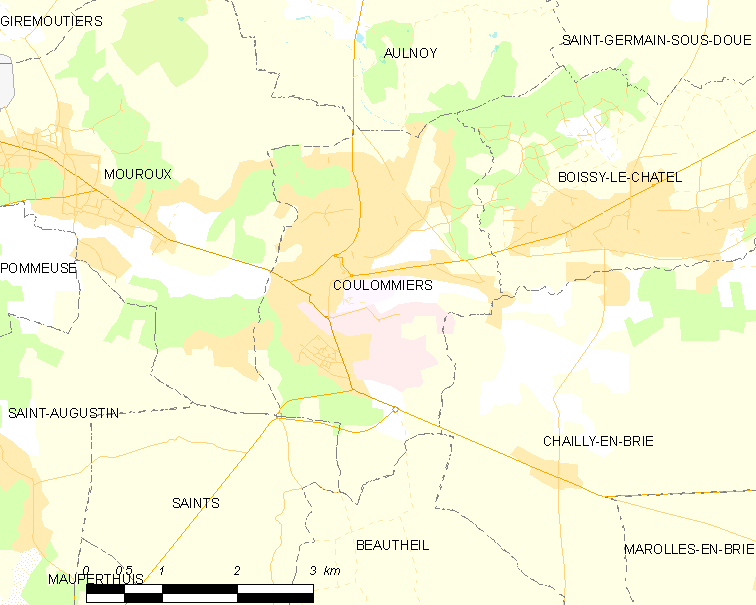
库洛米耶市镇范围地图

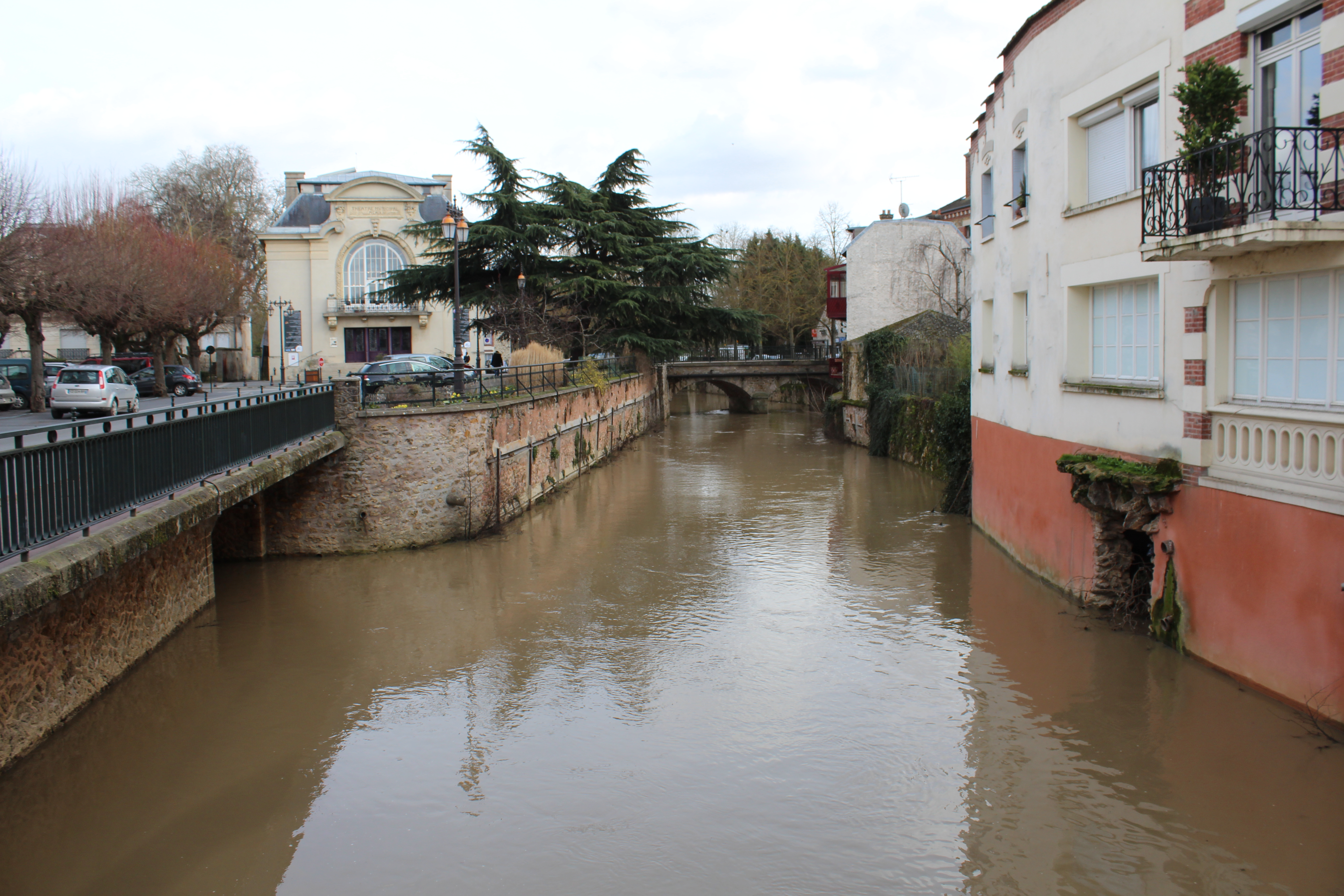
大莫兰河

库洛米耶位于法国中北部，法兰西岛大区东部和塞纳-马恩省中北部，距离省会默伦大约48公里。与库洛米耶接壤的市镇包括：欧努瓦、布瓦西勒沙泰勒、布里地区沙伊、穆鲁、博泰伊-桑。

### 地形
库洛米耶位于巴黎盆地腹地，境内以浅丘和平原为主，市镇中心地势较为平坦，全境海拔在66到156米之间。

### 水文
大莫兰河自东向西流经境内，该河在库洛米耶市区形成多条水道，属于塞纳河水系。

### 植被
库洛米耶属于温带阔叶混交林区，位于大莫兰河畔的嘉布遣公共花园（Jardin public des Capucins）是当地主要的城市绿地，此外市区西南部有大片天然林地分布。
在鲜花城市的评比中，库洛米耶被评为3星级鲜花城市。

### 气候
库洛米耶在柯本气候分类法中属于温带海洋性气候。
距离库洛米耶最近的气象站位于布瓦西勒沙蒂永境内，以下为该气象站的数据（其中日照数据取自默伦）：
| 布瓦西勒沙蒂永1981年－2019年 | 布瓦西勒沙蒂永1981年－2019年 | 布瓦西勒沙蒂永1981年－2019年 | 布瓦西勒沙蒂永1981年－2019年 | 布瓦西勒沙蒂永1981年－2019年 | 布瓦西勒沙蒂永1981年－2019年 | 布瓦西勒沙蒂永1981年－2019年 | 布瓦西勒沙蒂永1981年－2019年 | 布瓦西勒沙蒂永1981年－2019年 | 布瓦西勒沙蒂永1981年－2019年 | 布瓦西勒沙蒂永1981年－2019年 | 布瓦西勒沙蒂永1981年－2019年 | 布瓦西勒沙蒂永1981年－2019年 | 布瓦西勒沙蒂永1981年－2019年 |
| 月份                         | 1月                          | 2月                          | 3月                          | 4月                          | 5月                          | 6月                          | 7月                          | 8月                          | 9月                          | 10月                         | 11月                         | 12月                         | 全年                         |
| ---------------------------- | ---------------------------- | ---------------------------- | ---------------------------- | ---------------------------- | ---------------------------- | ---------------------------- | ---------------------------- | ---------------------------- | ---------------------------- | ---------------------------- | ---------------------------- | ---------------------------- | ---------------------------- |
| 历史最高温 °C（°F）          | 20 (68)                      | 23.1 (73.6)                  | 24.7 (76.5)                  | 27.8 (82.0)                  | 29.8 (85.6)                  | 36.2 (97.2)                  | 37.9 (100.2)                 | 37.2 (99.0)                  | 32.6 (90.7)                  | 27.3 (81.1)                  | 23 (73)                      | 18.3 (64.9)                  | 37.9 (100.2)                 |
| 平均高温 °C（°F）            | 6.9 (44.4)                   | 8.3 (46.9)                   | 11.5 (52.7)                  | 14.1 (57.4)                  | 18 (64)                      | 21.4 (70.5)                  | 23.9 (75.0)                  | 23.8 (74.8)                  | 20.4 (68.7)                  | 16.1 (61.0)                  | 10.4 (50.7)                  | 7.6 (45.7)                   | 15.2 (59.4)                  |
| 日均气温 °C（°F）            | 4.2 (39.6)                   | 5 (41)                       | 7.7 (45.9)                   | 10 (50)                      | 13.8 (56.8)                  | 17 (63)                      | 19.3 (66.7)                  | 19.1 (66.4)                  | 16 (61)                      | 12.5 (54.5)                  | 7.4 (45.3)                   | 4.9 (40.8)                   | 11.4 (52.5)                  |
| 平均低温 °C（°F）            | 1.5 (34.7)                   | 1.7 (35.1)                   | 3.9 (39.0)                   | 5.9 (42.6)                   | 9.5 (49.1)                   | 12.6 (54.7)                  | 14.6 (58.3)                  | 14.5 (58.1)                  | 11.7 (53.1)                  | 9 (48)                       | 4.5 (40.1)                   | 2.2 (36.0)                   | 7.6 (45.7)                   |
| 历史最低温 °C（°F）          | −19.2 (−2.6)                 | −15 (5)                      | −9.6 (14.7)                  | −5 (23)                      | −8 (18)                      | 4 (39)                       | 7.2 (45.0)                   | 2 (36)                       | 0 (32)                       | −2.6 (27.3)                  | −11 (12)                     | −10.6 (12.9)                 | −19.2 (−2.6)                 |
| 平均降水量 mm（）            | 63.1 (2.48)                  | 51.7 (2.04)                  | 54.9 (2.16)                  | 55.2 (2.17)                  | 62.2 (2.45)                  | 58.3 (2.30)                  | 63.1 (2.48)                  | 53.6 (2.11)                  | 55.2 (2.17)                  | 69.4 (2.73)                  | 59.8 (2.35)                  | 71.8 (2.83)                  | 718.3 (28.28)                |
| 月均日照時數                 | 62.6                         | 79.6                         | 136.5                        | 178.3                        | 211.7                        | 226.5                        | 229.3                        | 221.7                        | 174.8                        | 118                          | 65.4                         | 48.2                         | 1,752.6                      |
| 来源：infoclimat.fr          |                              |                              |                              |                              |                              |                              |                              |                              |                              |                              |                              |                              |                              |

## 行政区划
库洛米耶是法国法兰西岛大区塞纳-马恩省的一个市镇，编号为77131。库洛米耶隶属于莫城区和塞纳-马恩省第五选区，管理库洛米耶县，同时也是库洛米耶布里地区城市圈公共社区的办公驻地。
法国国家统计与经济研究所（简称）在进行数据统计时，将库洛米耶及相邻的另外5个市镇设为库洛米耶城市核心区，并将包括核心区在内的周边共1,794个市镇划为巴黎城市区。自2020年起，巴黎城市区被包含1,949个市镇的巴黎城市辐射区代替。此外，还将库洛米耶市镇分为了五个“块区”（IRIS），以便于统计人口分布情况。

## 交通

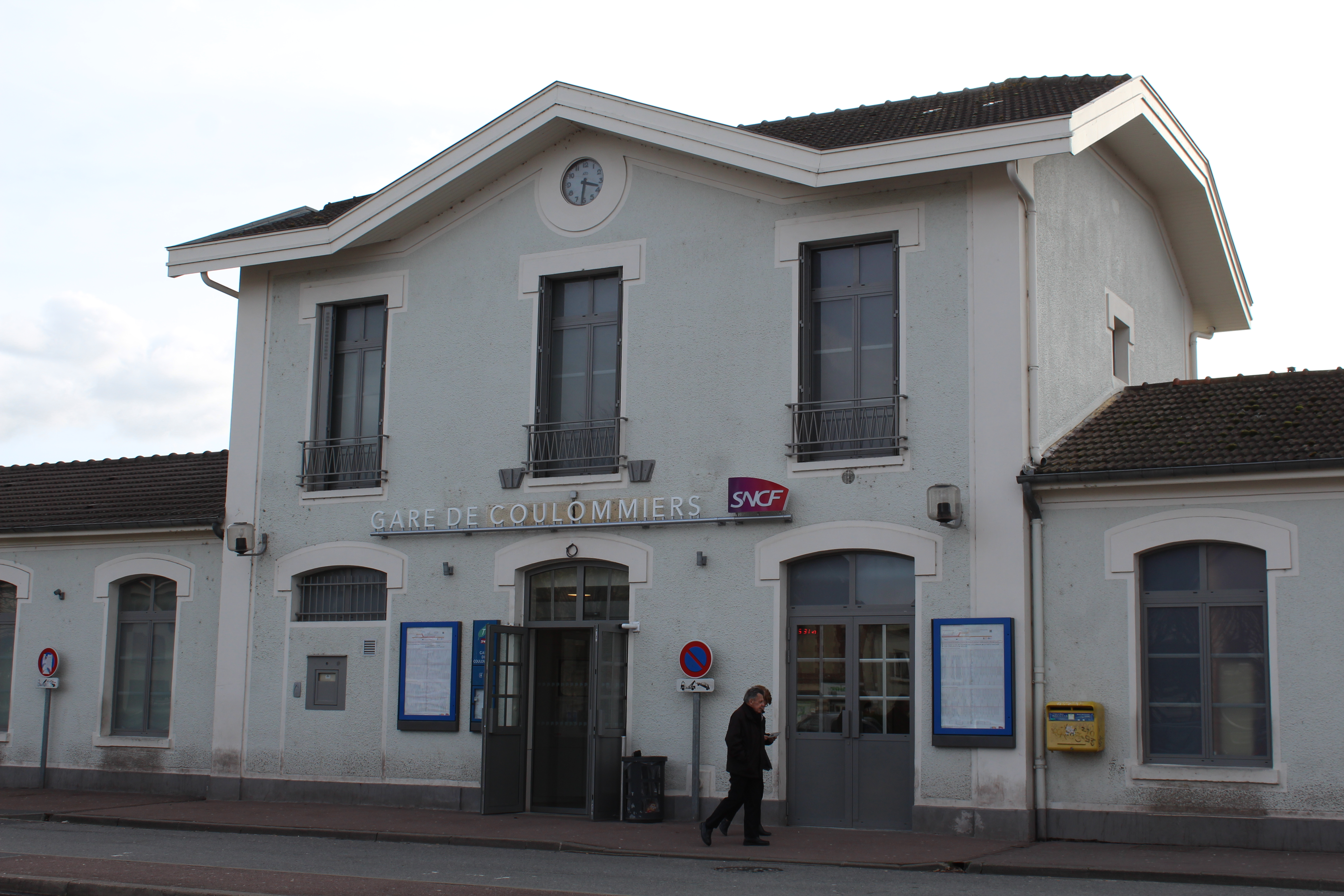
库洛米耶火车站

### 公路
塞纳-马恩省省道D222线、D402线、D934线等干线公路在库洛米耶境内交汇，塞纳-马恩省城际客运提供巴士线路，可前往莫城、马恩拉瓦莱、默伦以及戈谢堡等地。
2017年，69.5%的库洛米耶家庭拥有至少一辆私人汽车。2019年，库洛米耶境内共发生各类交通事故7起，造成8人受伤。

### 铁路
库洛米耶位于格雷茨-阿曼维利耶－塞扎讷铁路上，该铁路历史上曾为重要的地方铁路干线，2002年起库洛米耶以东的路段关闭，以西的路段则完成电气化改造并成为法兰西岛大区铁路P线的一部分。库洛米耶站位于市区中部，是法兰西岛大区的一个通勤铁路车站，高峰期平均半小时一班前往巴黎的区域列车。

### 航空
距离库洛米耶最近的民用航空站为巴黎-戴高乐机场，距离库洛米耶市中心的公路里程约57公里。

### 城市公共交通
库洛米耶城市公共交通（商业名称为）是当地的城市公共交通系统，由法国交通发展集团下属的Darche Gros负责运营。截至2021年8月，该系统共包括两条公交线路，路网覆盖了库洛米耶市区内的主要街道和居民区。

## 政治

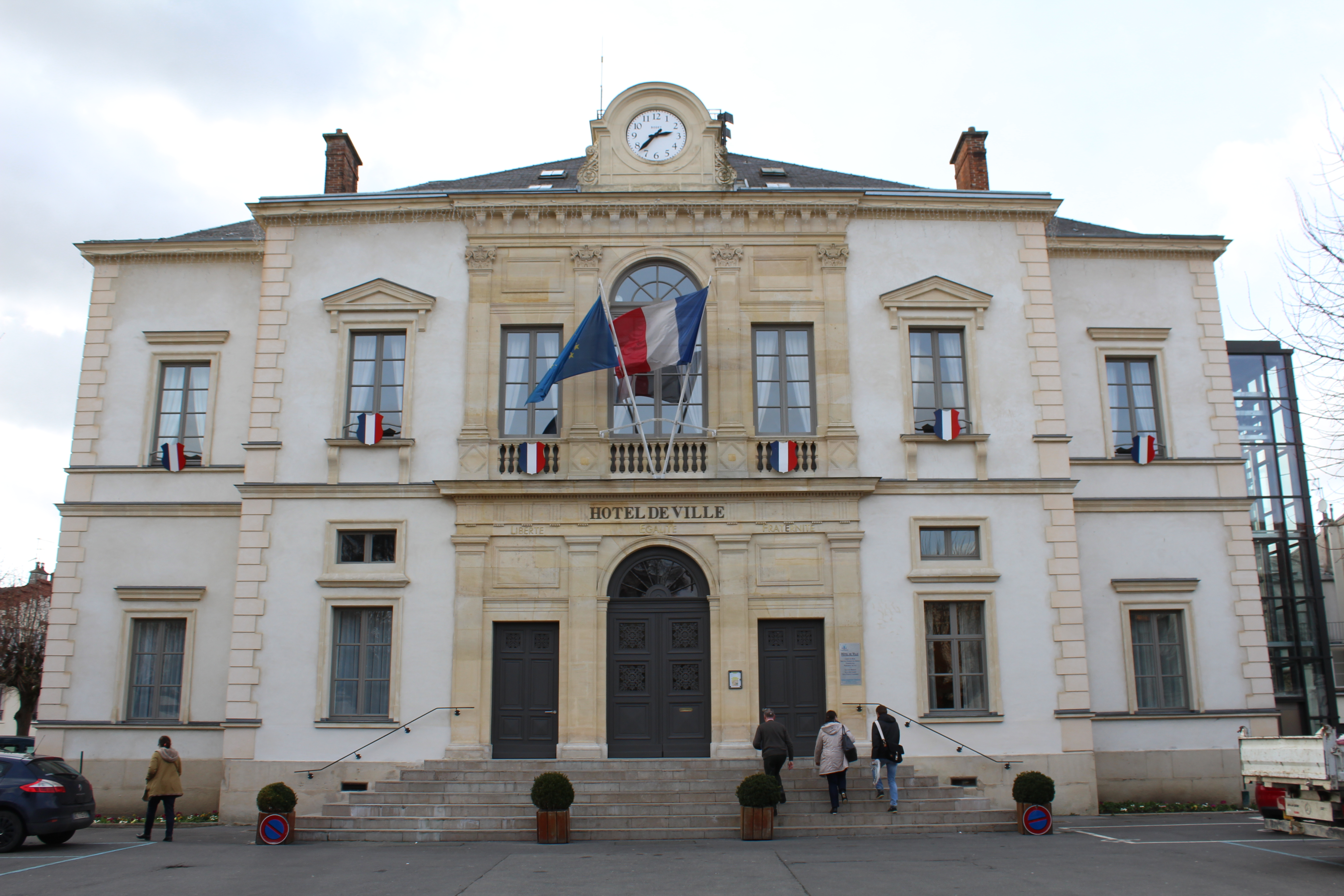
库洛米耶市政厅

库洛米耶的现任市长为洛朗丝·皮卡尔女士（Laurence Picard），她是行动的一名成员，在2020年的市政选举中获得了58.85%的支持率。
在2017年的法国总统大选中，法国第25任总统埃马纽埃尔·马克龙在库洛米耶获得了59.08%的支持率。
| 库洛米耶历届市长 |                                  |                                     |
| 任期             | 市长                             | 党派                                |
| 1944年－1947年   | René Arbeltier 勒内·阿贝尔捷     | SFIO工人国际法国支部                |
| 1947年－1955年   | Gaston Bertier 加斯东·贝尔捷     | RPF法国人民联盟 →RAD激进党          |
| 1955年－1959年   | Pierre Magnon 皮埃尔·马尼翁      | 不详                                |
| 1959年－1971年   | Daniel Tourneur 达尼埃尔·图纳尔  | 不详                                |
| 1971年－1977年   | Bertrand Flornoy 贝特朗·弗洛努瓦 | UDR共和国保卫联盟                   |
| 1977年－1980年   | André Gailing 安德烈·盖林        | PS社会党                            |
| 1980年－1983年   | Paul Letort 保罗·勒托尔          | PS社会党                            |
| 1983年－1992年   | Robert Elvert 罗贝尔·埃尔韦尔    | DVD右翼无党派人士                   |
| 1992年－2008年   | Guy Drut 居伊·德吕               | RPR保衛共和聯盟 →UMP人民运动联盟    |
| 2008年－2017年   | Franck Riester 弗兰克·里斯特     | UMP人民运动联盟 →LR共和黨 →Agir行动 |
| 2017年－2020年   | Ginette Motot 吉内特·莫托        | Agir行动                            |
| 2020年－         | Laurence Picard 洛朗丝·皮卡尔    | Agir行动                            |

## 人口
2018年，库洛米耶市镇人口数量为14,757，在法国排名第657位。其中男性6,813人，女性8,025人，75岁及以上人口占9.9%，外籍人口数量为3,655人，人口密度为1,350人/平方公里，当地居民被称为（男性）或（女性）。2019年，库洛米耶境内出生197人，死亡人口140人。
| 年份   | 1936  | 1946  | 1954  | 1962  | 1968   | 1975   | 1982   | 1990   | 1999   | 2006   | 2011   | 2016   | 2018   |
| ------ | ----- | ----- | ----- | ----- | ------ | ------ | ------ | ------ | ------ | ------ | ------ | ------ | ------ |
| 人口數 | 7,510 | 7,660 | 8,561 | 9,502 | 11,263 | 11,498 | 11,886 | 13,087 | 13,852 | 13,836 | 14,622 | 14,947 | 14,757 |

## 经济

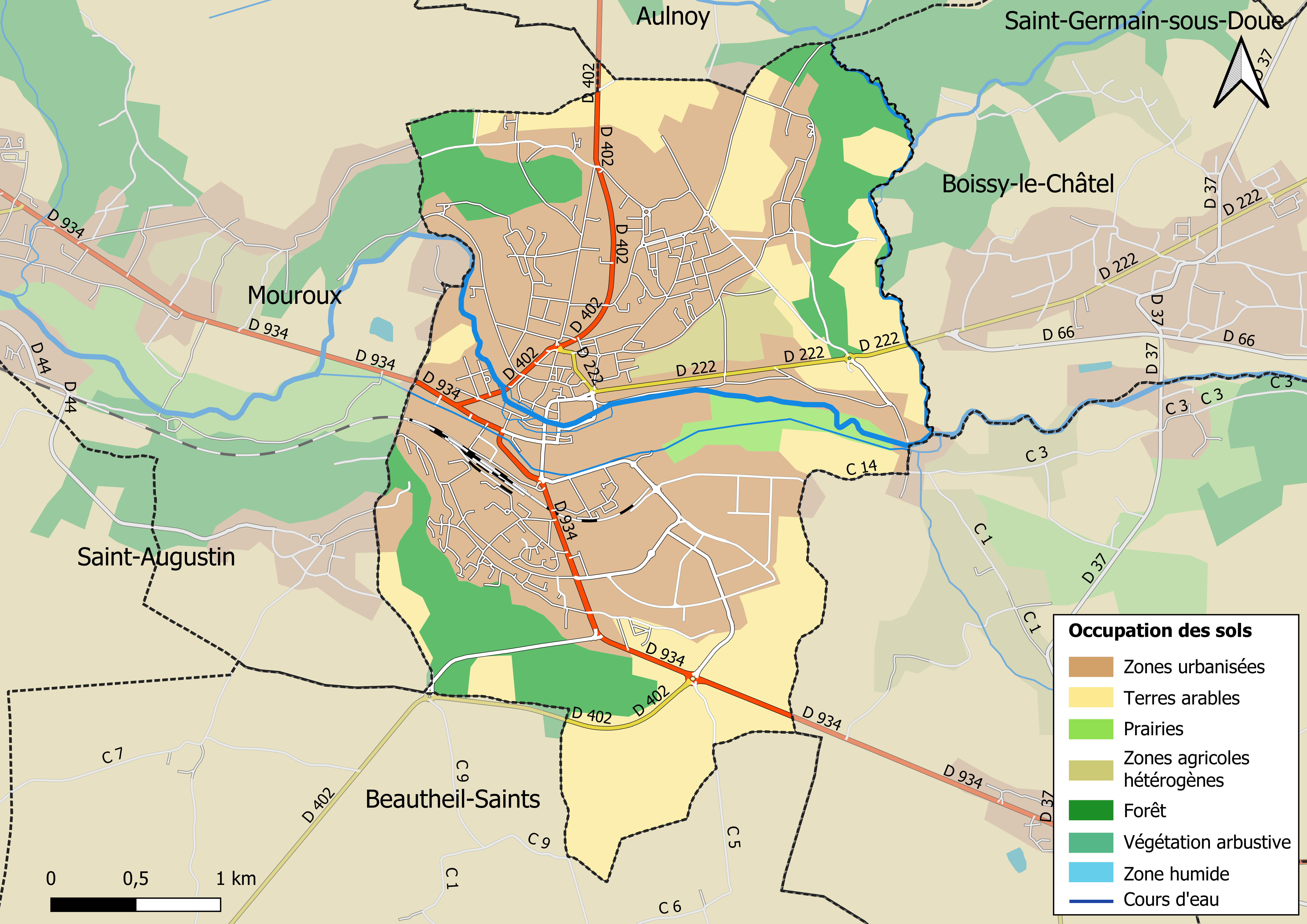
库洛米耶土地利用情况地图

截止2021年8月，库洛米耶共有各类用人单位（包含自雇）2,004家，平均历史为14年，其中98.5%为中小型企业（PME）。（大型零售）、（汽车销售）及（塑料制品生产）是当地2019年营业额最高的三个企业，分别为124,176,425欧元、78,684,893欧元和36,178,825欧元。

## 财政收入
2019年，库洛米耶的财政收入总额为22,272,800欧元，财政支出总额为21,117,100欧元，当年的债务总额为21,491,800欧元。2020年，库洛米耶共获得3,724,153欧元的国家财政补助，比上一年增加了0.01%。
2017年，库洛米耶的人均月收入总额为2,005欧元，其中高级职员为3,550欧元，低于法国平均水平（4,214欧元）；中级职员为2,311欧元，低于法国平均水平（2,353欧元）；普通职员为1,686欧元，亦低于法国平均水平（1,690欧元）。
2017年，库洛米耶境内的青壮年（15至64岁）失业率为15.4%，当地46%的家庭拥有纳税资格，平均纳税2,602欧元，低于法国平均水平（3,888欧元）。

## 社会事务

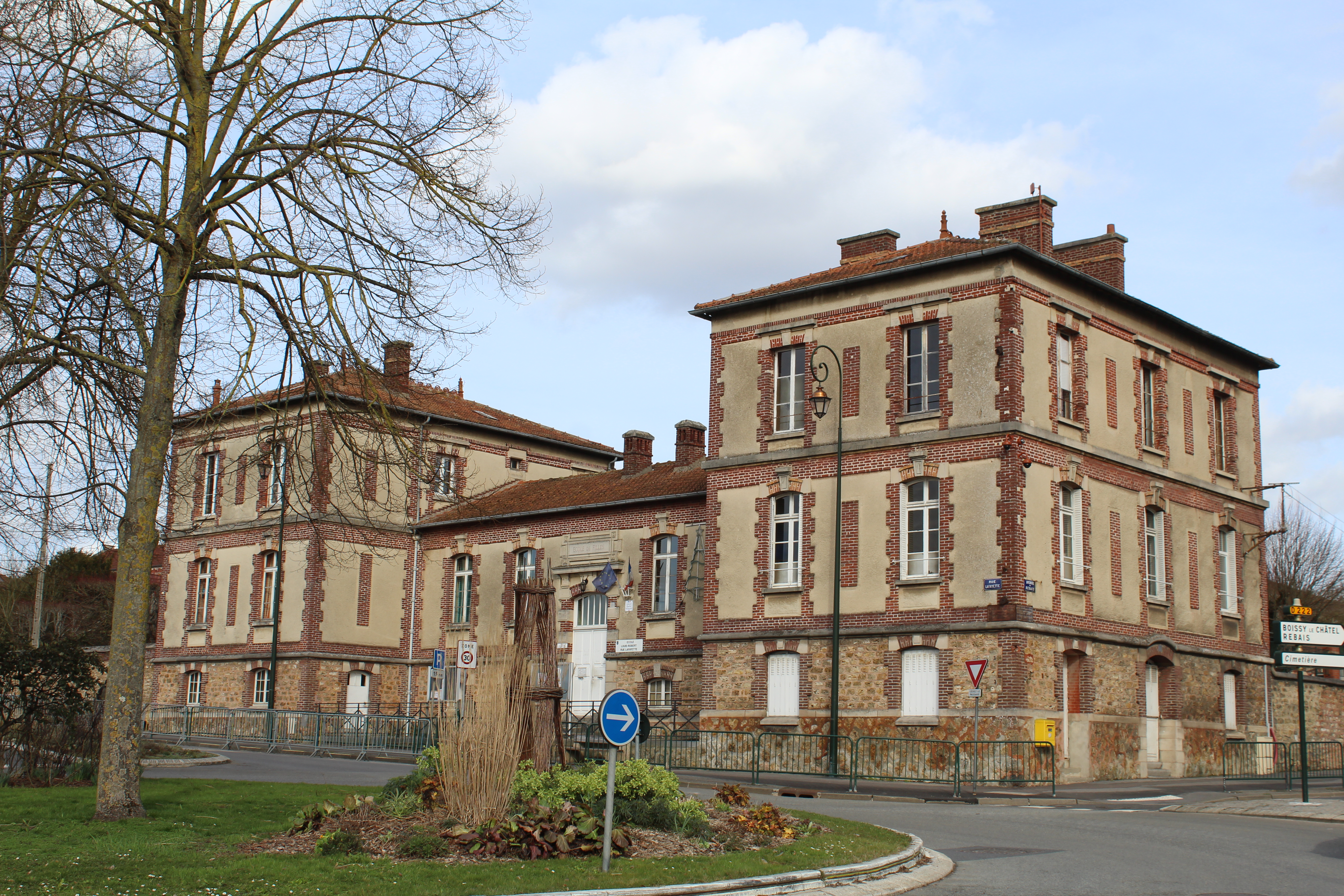
库洛米耶的一所学校

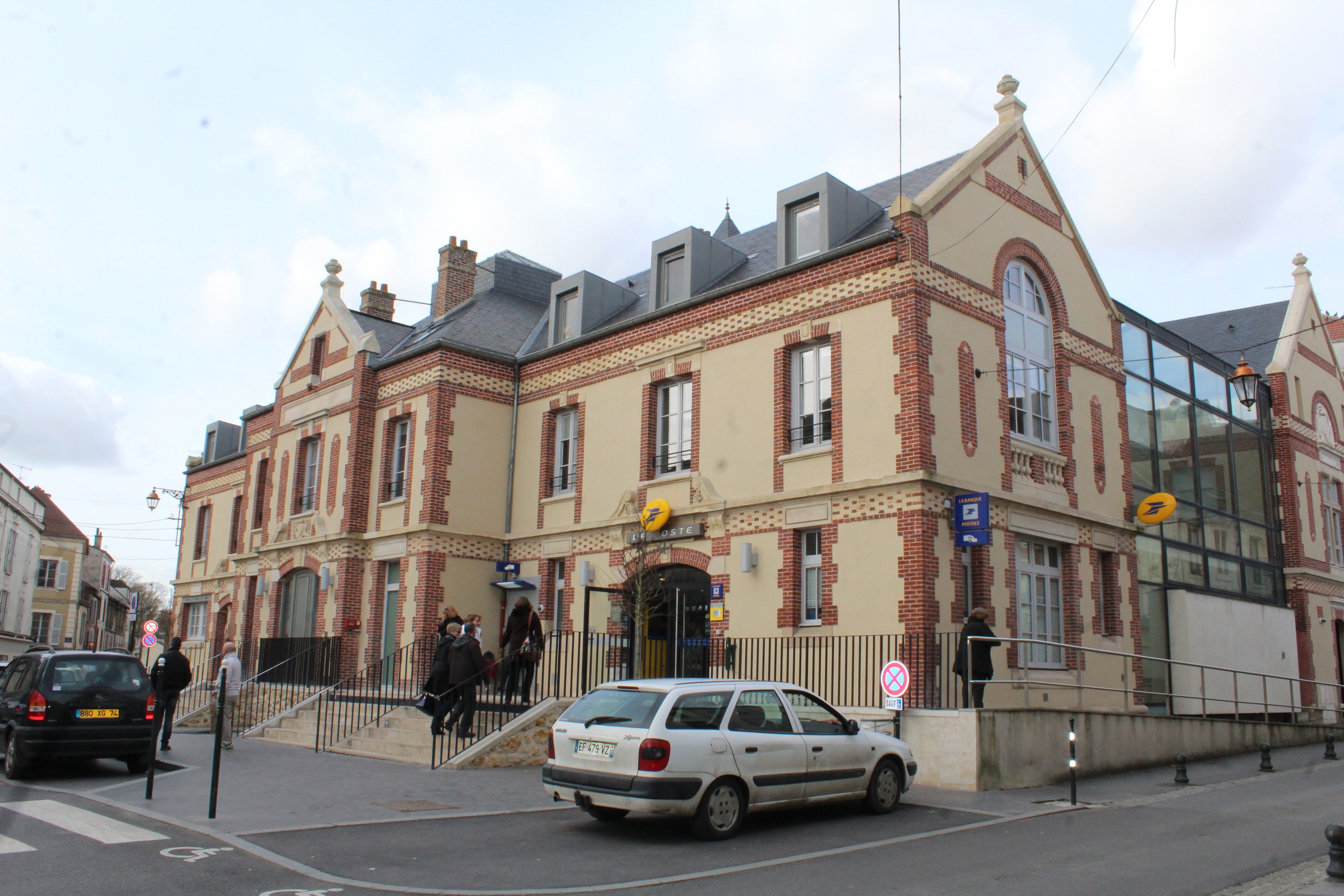
库洛米耶邮政银行

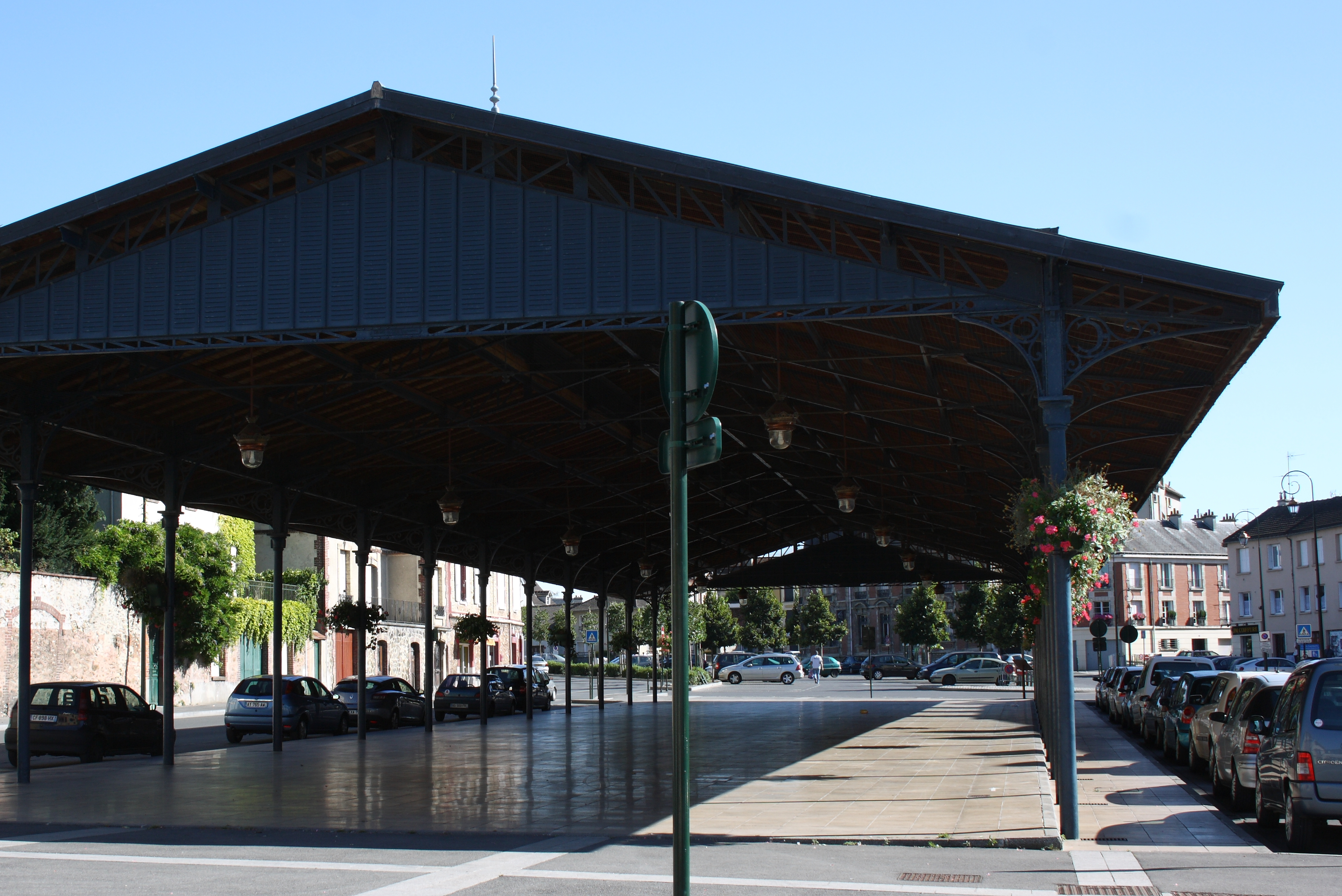
集市大厅

### 教育
库洛米耶属于克雷泰伊学区。截止2019年1月1日，库洛米耶境内共有3所幼儿园、4所小学、3所初级中学和1所普通高中。2018至2019学年度，库洛米耶境内共有在校中等教育阶段学生3,216名。

### 医疗
截止2019年1月1日，库洛米耶境内共有全科医生21名、保健师9名、牙医15名、护士13名、耳科医生1名、眼科医生3名、儿科医生1名和妇科医生1名。境内共有药房6家、养老院2家、残疾人帮扶中心7家。
东部法兰西岛大医院（Le Grand Hôpital de l'Est Francilien）是法国的一个区域性医疗机构，在库洛米耶市区设有一个含有397个床位的病区，后者是当地规模最大的公立综合性医院。

### 住房
2017年，库洛米耶境内共有各类住房7,696套，其中35.3%为独立式居民区，63.2%为集中式居民区。常住房屋占库洛米耶市镇范围内居民建筑总量的88.1%。
在住房保障政策方面，2017年，库洛米耶境内共有1,872户家庭获得了住房经济补助，受益人数占总人口数量的12.6%，其中1,817份为房租补助。

### 商业
2019年，库洛米耶境内共有各类实体商铺505家，其中餐厅64家、大型超市7家、杂货店8家、面包房16家、肉铺6家、书店5家、装饰品店6家、银行门店9家、美容美发店29家、汽车维修店22家。市中心建有一家Intermarché超市，市区东南部建有开放式商业街区。

### 体育
2019年，库洛米耶境内共有1家游泳池、3间体育馆、3座综合体育场、10处网球场、2处马术场、2处足球或橄榄球场以及3处篮球或排球场。
截至2021年8月，库洛米耶布里足球俱乐部（Coulommiers Brie F.C.）是当地唯一的注册足球队，2021至2022赛季参加法兰西岛大区足球联赛。

### 环境
库洛米耶的环境事务由其所属的公共社区负责。2019年，库洛米耶境内共有3家污染企业。

### 治安
2019年，库洛米耶市镇范围内共有1处派出所和1处宪兵队。
2014年，库洛米耶及附近地区共发生各类案件1,722起，其中盗窃类案件1,078起，经济类案件135起，毒品交易类案件75起。

## 文化
2019年，库洛米耶境内共有1家电影院和1家博物馆。库洛米耶市政府提供多媒体中心，向公众全年开放。

### 建筑
库洛米耶境内有多处法国国家文物保护单位，位于市中心的圣德尼-圣富瓦教堂、库洛米耶市政剧场等为当地的代表性建筑物。此外，库洛米耶因其市区内纵横交错的水道而被称为“小威尼斯”（Petite Venise）。

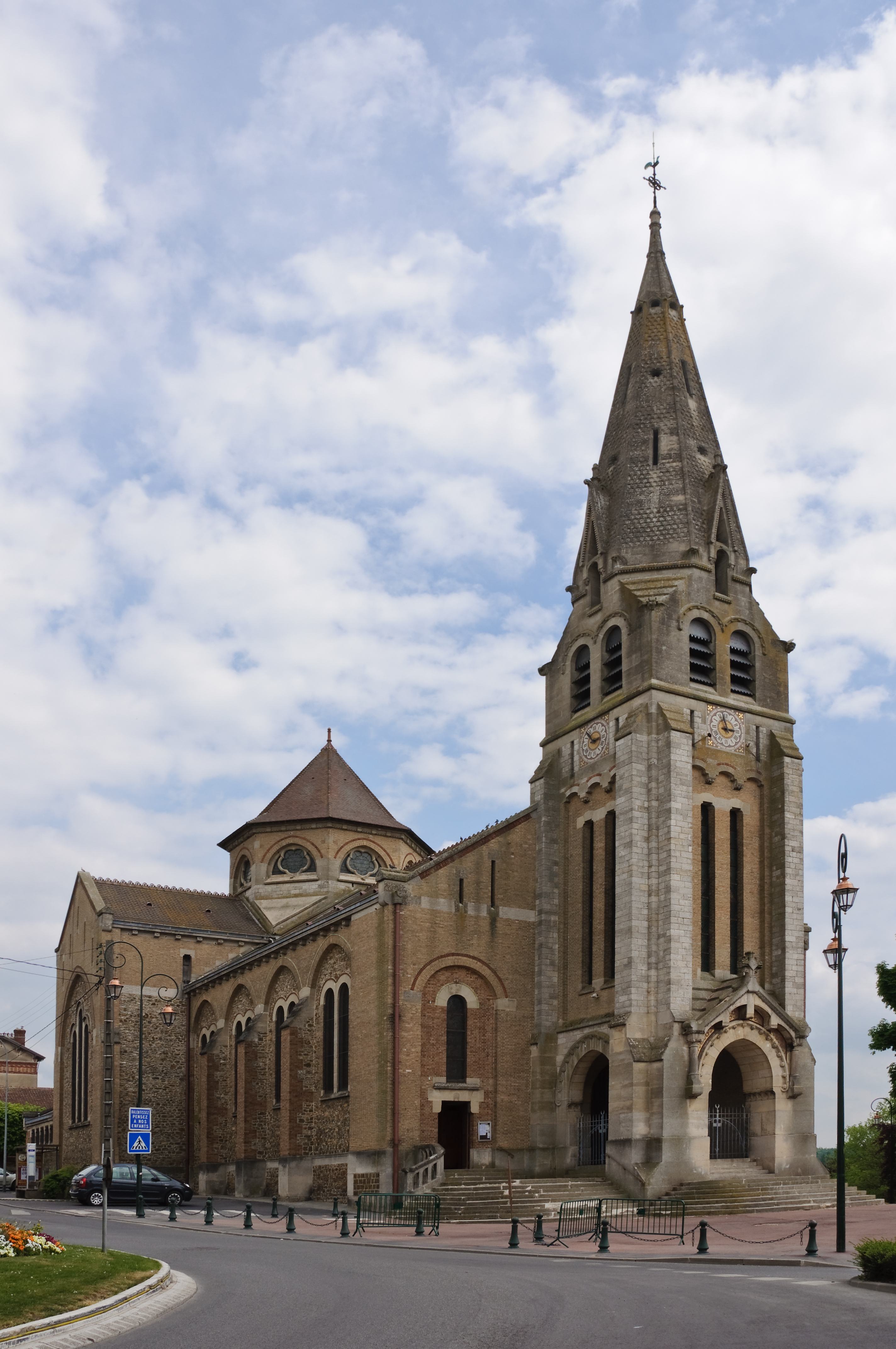
圣德尼-圣富瓦教堂（法语：Église Saint-Denys-Sainte-Foy de Coulommiers）
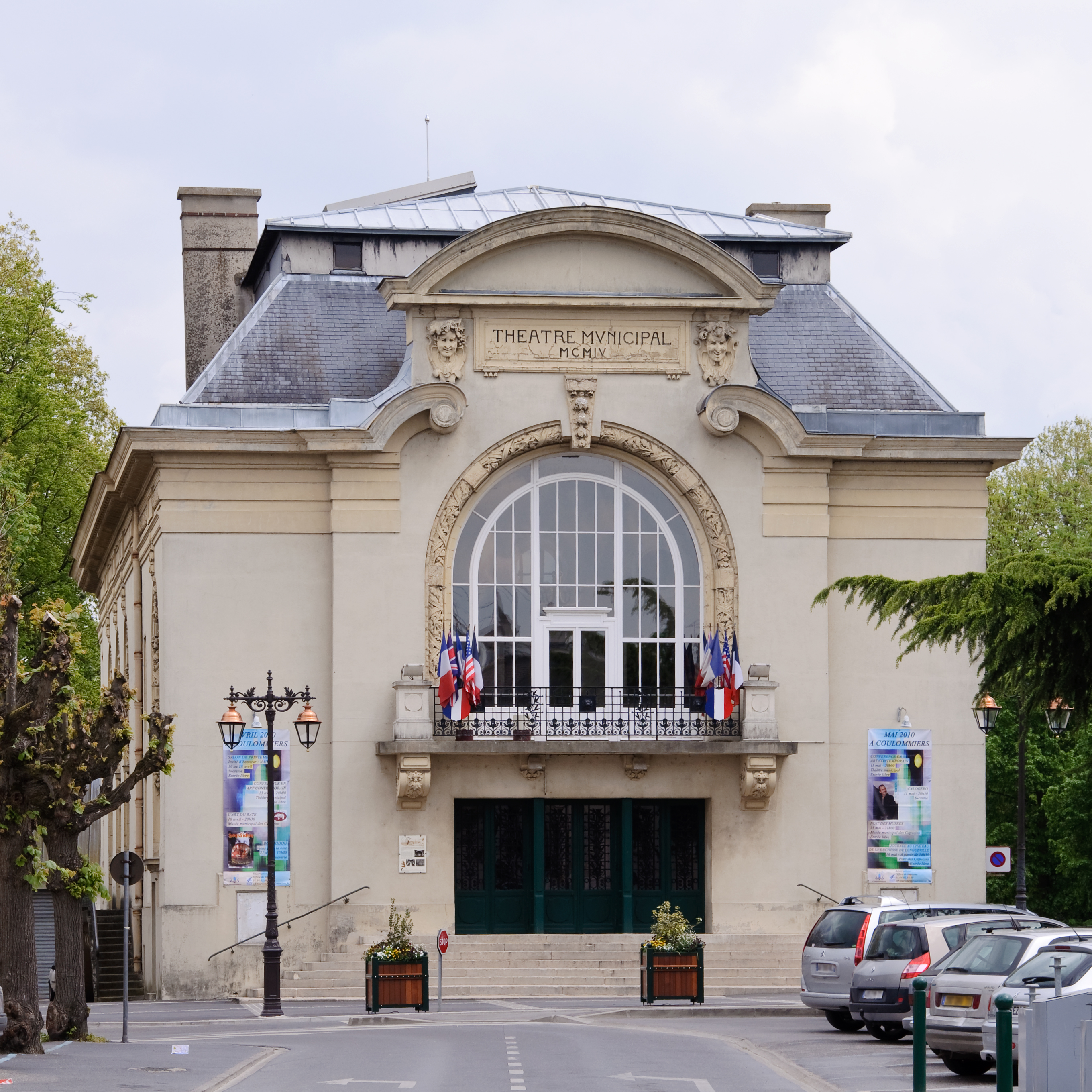
市政剧场（法语：Théâtre municipal de Coulommiers）
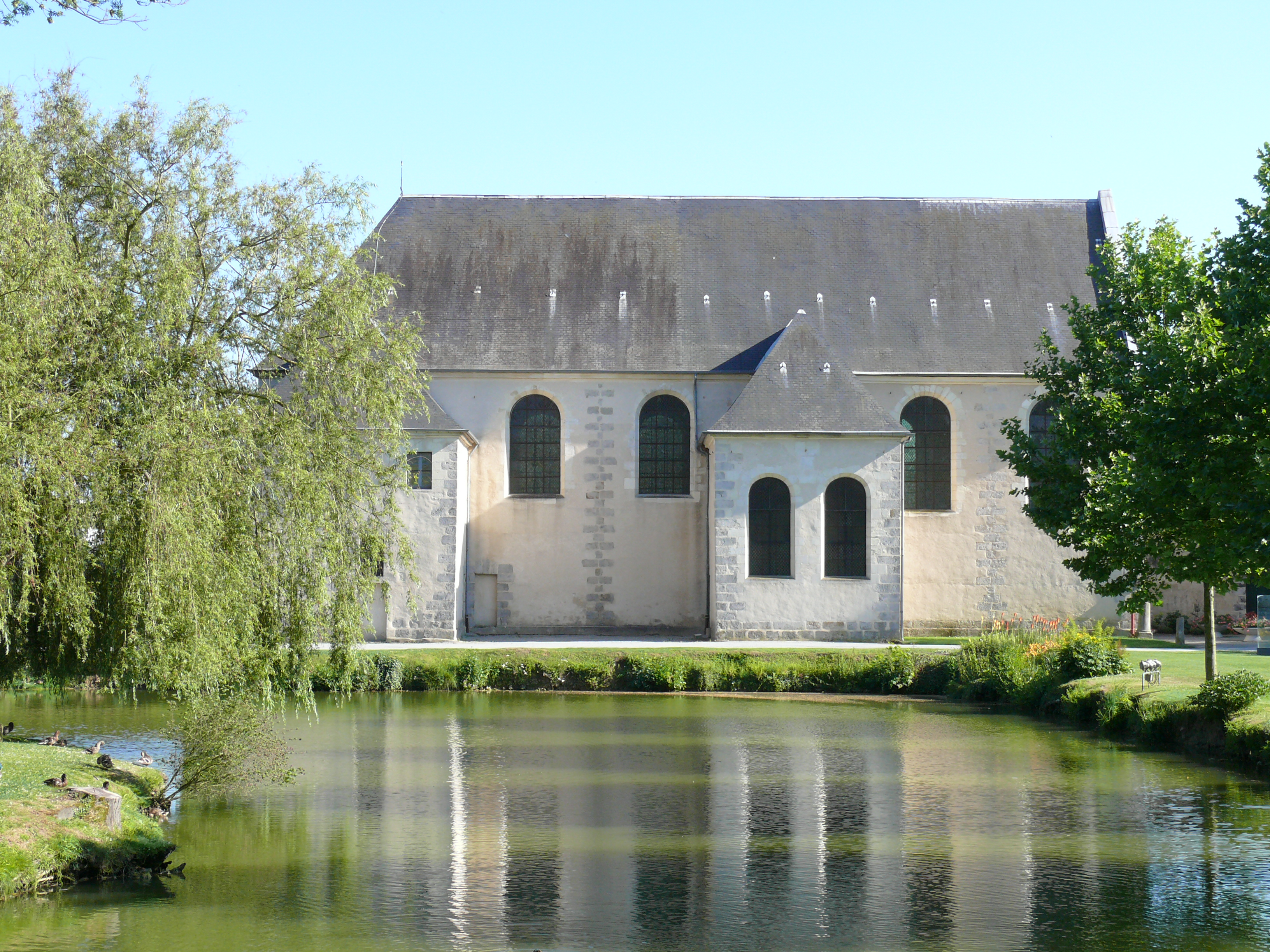
天使圣母教堂
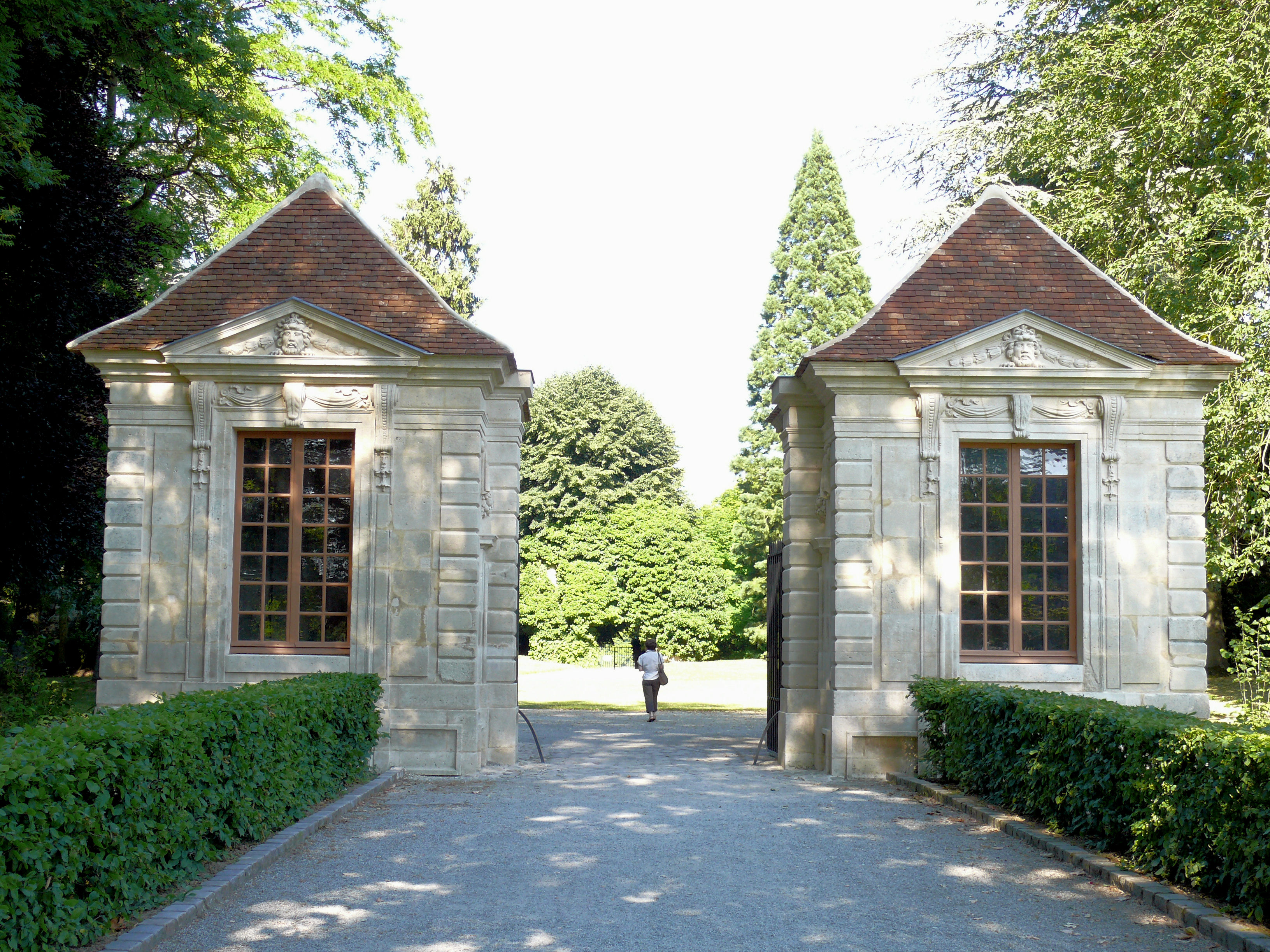
城堡公园大门
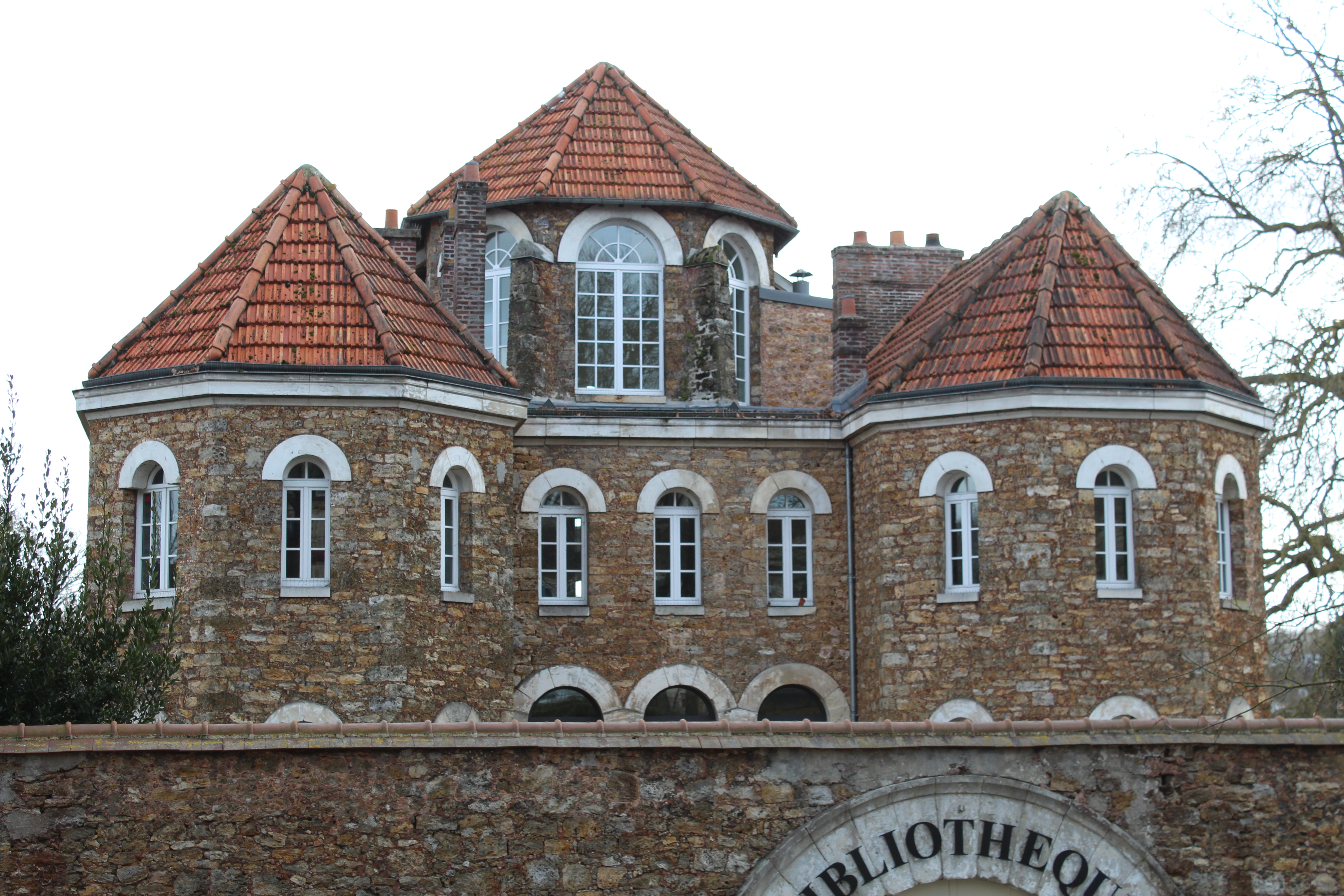
监狱旧址
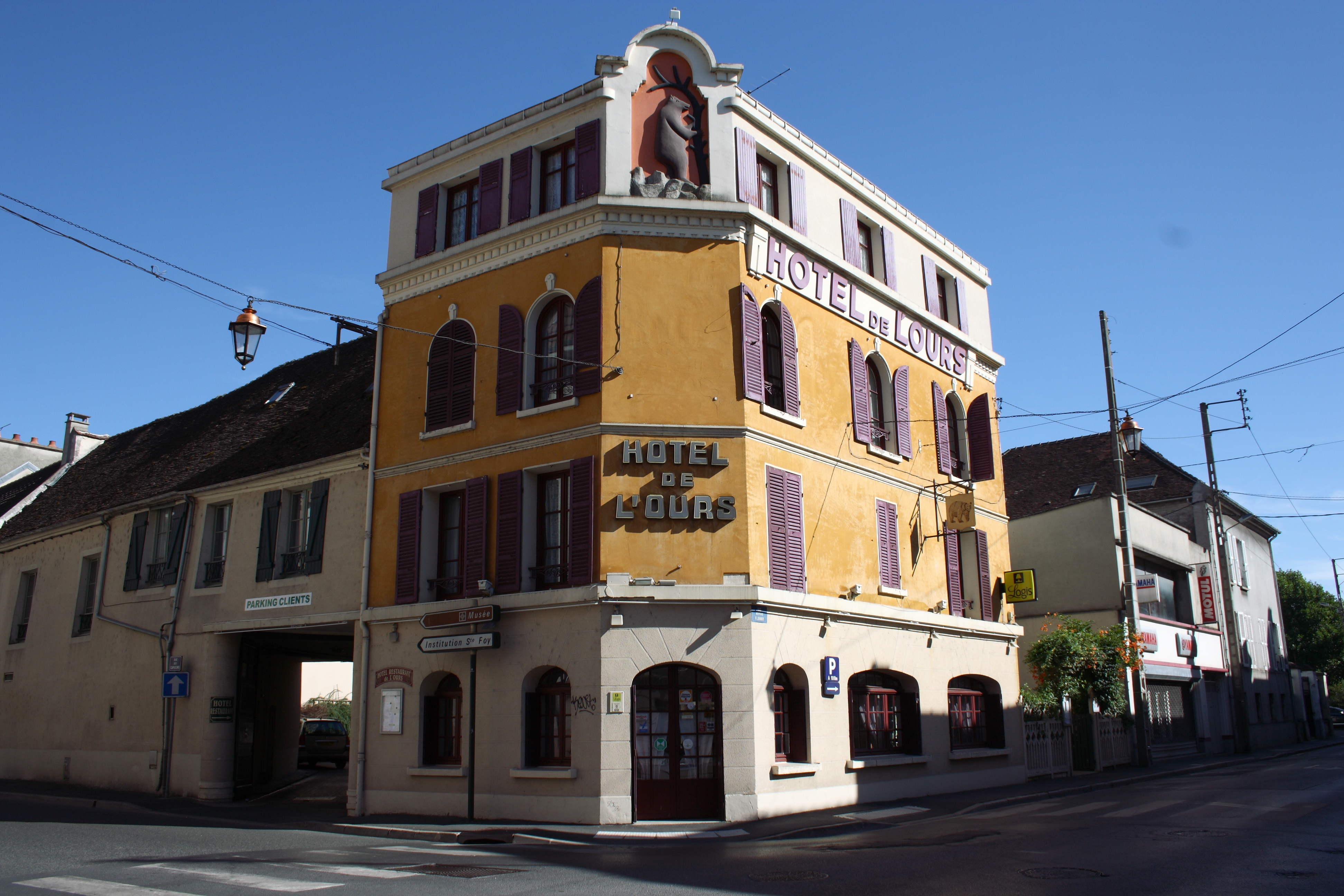
卢尔斯大楼
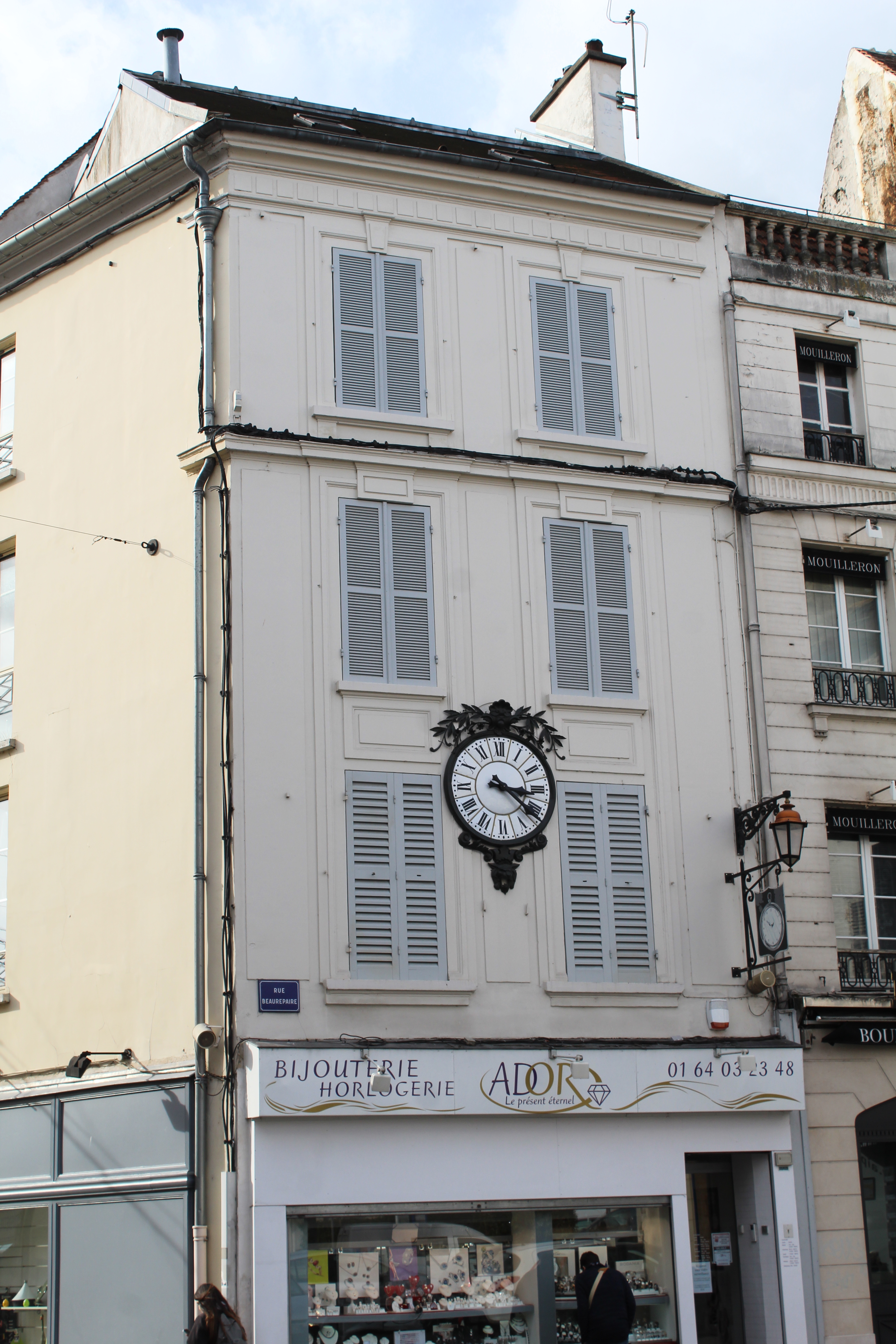
表楼

### 旅游
库洛米耶的旅游事务由其所属的公共社区负责。2020年，库洛米耶境内共有1家酒店共计21间房间。

### 媒体
法国主要的媒体均可在库洛米耶接收，法国电视三台下属的法兰西岛大区频道在部分时段播出库洛米耶所属区域的地方新闻。

## 相关人物
法国演员路易·德菲内斯及导演吕克·贝松曾在库洛米耶读中学。法国足球运动员凯文·库邦巴和女运动员蕾内尔·拉莫特出生于库洛米耶。

## 友好城市
截至2021年8月，库洛米耶共与三座城市互为友好城市关系：
- 德国 蒂蒂塞-诺伊施塔特
- 英格兰 Leighton Buzzard
- 爱尔兰 Graiguenamanagh